# Edgar von Wahl
Edgar von Wahl, även kallad Edgar de Wahl, född 23 augusti 1867 i Olwiopol (nu Pervomajsk i Ukraina) i Ryssland, död 9 mars 1948 i Tallinn i dåvarade Estniska SSR, var en tysk-rysk sjöofficer och matematik- och fysiklärare i Reval (idag Tallinn). 
Edgar von Wahl var mest känd som interlingvist. Efter att ha varit volapükist blev han en av de första esperantisterna. Han korresponderade med Zamenhof, och föreslog den enda betydliga reform som genomfördes i esperanto efter att språket offentliggjordes 1887 (ändring av ändelsen -n till -m i tidsadverben bland de så kallade tabelvortoj (tabellorden)). Men sedan esperantisterna avslagit att gå med på flera språkreformer, lämnade han esperanto 1894. 
Senare samarbetade Edgar von Wahl med flera av de viktigaste och mest kända interlingvisterna. 1907 samarbetade han med Waldemar Rosenberger om en reform av Idiom Neutral i nylatinsk och naturalistisk riktning. 1922 offentliggjorde han det konstgjorda språket occidental, som efter hans död 1949 blev omdöpt till interlingue.  
Von Wahl blev så småningom en ledande talesman för den naturalistiska skolan i konstgjorda språk-rörelsen. Han kritiserade den uppfattning som låg bakom tidiga internationella hjälpspråk som volapük och esperanto, om att språken skulle vara anpassade till folkslag på alla kontinenter och lätta att lära för fattigfolk utan utbildning.[källa behövs]
Von Wahl menade att hjälpspråk först och främst skulle vara till för Västvärldens intellektuella elit och försvara Västvärldens kultur.
På 1920- och 1930-talen blev sådana uppfattningar sammanknutna med antikommunismen efter oktoberrevolutionen. Esperantos starka ställning i arbetarrörelsen och Sovjetunionen (före 1936) ledde till att bland andra nazisterna propagerade för att esperanto var ett judiskt och kommunistiskt språk. Mot det framställde några occidenal-anhängare sitt språk som ett bålverk för västlig civilisation och antikommunism i världsspråksrörelsen.[källa behövs]